# Gavanovac
Gavanovac je jezero u Nacionalnom parku Plitvička jezera, pripada u skupinu Donjih jezera. Nalazi se na nadmorskoj visini od 514 metara. Površine je 1 hektar, uz najveću dubinu od 10 metara. Njegova dužina iznosi 100 m, a širina 65 m.

## Opis
Jezero Gavanovac smješteno je neposredno nizvodno Slapa Milke Trnine, te je jedno od manjih Donjih jezera. Također, ovo jezero je omeđeno mnogim strmim liticama. Postoje, nikad dokazane, pretpostavke da s dna ovog jezera voda otječe u nepoznatom smjeru.
Voda se iz Gavanovca prelijeva preko sedrenih kaskada što se uz pješačku stazu ruše u niže jezero Kaluđerovac, nazvanih Velike Kaskade.
Gavanovac jezero ili Gavanovo — dobilo je svoje ime prema legendi da je u jezeru nestalo Gavanovo blago.
| Jezero Gavanovac – pogled prema Slapu Milke Trnine |  | Jezero Gavanovac – pogled prema Slapu Milke Trnine |
| Jezero Gavanovac – pogled prema Slapu Milke Trnine |  | Jezero Gavanovac i Slap Milke Trnine               |